# 生死格鬥 沙灘排球3
《生死格鬥 沙灘排球3》是一款由Team Ninja开发，光荣特库摩发行的主机游戏，简称“DOAX3”。游戏于2016年3月24日在亚洲地区发行，与前作不同的是，本作不在欧美市场发行。
游戏在2017年1月24日起开始提供针对PlayStation VR的虚拟现实游戏内容，分为PlayStation 4和PlayStation Vita两个版本，在PlayStation 4平台的标题是「幸運」，在PlayStation Vita上则为「維納斯」。游戏的资料片「绯红」计划于2019年3月20日在PlayStation 4和任天堂Switch上发售，并支持繁体中文游戏内容。
在2016年东京电玩展上，官方宣布将于2017年发布一款名為「维纳斯假期」的PC版衍生作品。《死或生 沙滩排球 维纳斯假期》改為免費商城制、遊戲系統也與原版不同，先後在DMM與Steam平台推出。

## 登場人物

### 幸運（Fortune）及維納斯（Venus）登場人物
1. 瑪莉·蘿絲（配音：相澤舞）[7]
2. 穗香（配音：野中藍）
3. 霞（配音：桑島法子）
4. 綾音（配音：山崎和佳奈）
5. 心（配音：川澄綾子）
6. 女天狗（配音：佐藤朱）
7. 瞳（配音：堀江由衣）
8. 紅葉（配音：皆口裕子）
9. 海蓮娜（配音：小山裕香）

### 维纳斯假期（Venus Vacation）及绯红（Scarlet）登場人物
1. 海咲（配音：津田美波）
2. 麗鳳（配音：冬馬由美）[8]

### 维纳斯假期（Venus Vacation）登場人物
1. 露娜（配音：三上枝織）[9]
2. 環（配音：大西沙織）[10]
3. 菲歐娜（配音：本渡楓）[11]
4. 凪咲（配音：内田真禮）[12]
5. 神無（配音：大空直美）[13]
6. 莫妮卡（配音：幸村惠理）[14]
7. 小百合（配音：和氣杏未）[15]
8. 派蒂（配音：高野麻里佳）[16]
9. 筑紫（配音：指出毬亞）[17]
10. 蘿貝莉婭（配音：古賀葵）[18]
11. 七海（配音：島袋美由利）[19]
12. 伊莉丝（配音：瀨戶麻沙美）[20]
13. 小春（配音：長繩麻理亞）[21]
14. 蒂娜（配音：永島由子）[22]
15. 愛咪（配音：鈴代紗弓）[23]
16. 香蒂（配音：下地紫野）[24]
17. 千乃（配音：前田佳織里）[25]
18. 雫（配音：羊宮妃那）[26]
19. 玲夏（配音：近藤玲奈）[27]
20. 梅格（配音：富田美憂）[28]

## 备注
1. ↑  《生死格鬥 沙灘排球3 幸運》
2. ↑  《生死格鬥 沙灘排球3 維納斯》
3. ↑  《死或生 沙滩排球3 绯红》
4. ↑  《死或生 沙滩排球 维纳斯假期》